# Дельгадо Креспо, Майрелис
Майрелис Дельгадо Креспо (исп. Mairelys Delgado Crespo; род. 3 июля 1974) — испанская шахматистка, гроссмейстер (2004) среди женщин. Тренер.
Чемпионка Кубы (1995 и 1999). В составе сборных Кубы (1996—2000) и Испании (2006—2008) участница пяти Олимпиад. В 2017 году участвовала в 12-м командном чемпионате Европы за сборную Испании.

## Изменения рейтинга
| Графики недоступны из-за технических проблем. См. информацию на Фабрикаторе и на mediawiki.org. |